# Et-Tájí FC
Az Et-Tájí FC egy szaúd-arábiai labdarúgócsapat, amelynek székhelye Háíl városában található. A klub a szaúd-arábiai első osztályban, a Pro League-ben szerepel. Hazai mérkőzéseit a 12 000 néző befogadására alkalmas Abdul-Ázíz bin Muszaed Herceg Stadionban játssza.

## Sikerlista
- Koronaherceg Kupa
  - Döntős (1): 1997

- First Division League
  - Feljutó (5): 1977–78, 1984–85, 1994–95, 2000–01, 2020–21

- Second Division League
  - Feljutó (1): 1976–77

## További hivatkozások
- Hivatalos honlapja